# Campoplex oriens
Campoplex oriens är en stekelart som beskrevs av Gupta och Maheshwary 1977. Campoplex oriens ingår i släktet Campoplex och familjen brokparasitsteklar. Inga underarter finns listade.